# Keizerin Xiao Gong Ren

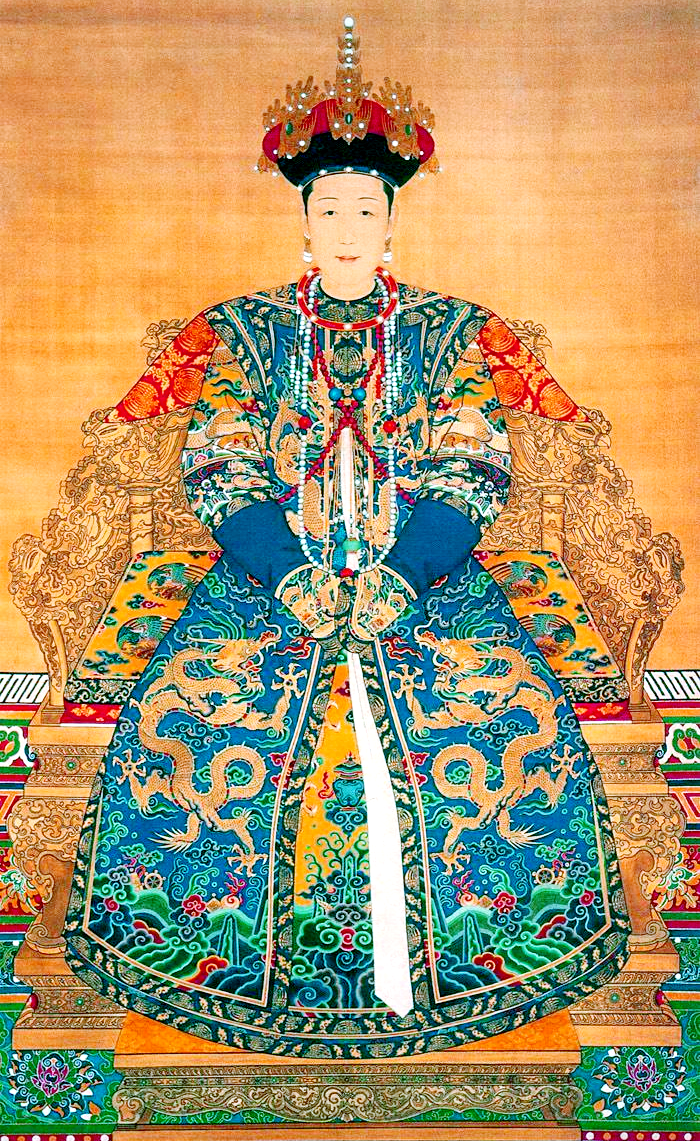
Keizerin Xiao Gong Ren

Xiao Gong Ren (Chinees: 孝恭仁皇后烏雅氏) (28 april 1660 - Verboden Stad, 25 juni 1723) was een bijvrouw van keizer Kangxi en moeder van keizer Yongzheng.
Keizerin Xiao Gong Ren, genaamd dame Wuya, kwam van de Mantsjoe Wuya stam en was de dochter van Weiwu. Zij werd geboren in het zeventiende regeringsjaar van keizer Shunzhi die China regeerde van 1643 tot 1661.
Dame Wuya betrad de Verboden Stad in Peking om bijvrouw te worden van keizer Kangxi. Keizer Kangxi was de derde Qing keizer en regeerde China van 1661 tot 1722. In 1680 werd een dame Wuya de titel keizerlijke concubine De gegeven. In 1682 werd zij gepromoveerd naar een bijvrouw van de derde rang "gemalin". In 1722 overleed Kangxi en werd haar oudste zoon Yinzhen keizer. Als moeder van de nieuwe keizer kreeg zij de titel keizerin-weduwe Ren Shou. Zij overleed nog geen half jaar later in haar appartement in de Verboden Stad. Na haar dood kreeg zij de vererende titel Keizerin Xiao Gong Ren. Zij werd begraven in het Jingling mausoleum in Hebei.

## Kinderen
1. Yinzhen (1678 - 1735) volgde zijn vader op als de keizer Yongzheng.
2. Yinzhao (1680 - 1685).
3. Keizer Kangxi zijn zevende dochter (1682).
4. Prinses Wenxian (1683 - 1702).
5. Keizer Kangxi zijn twaalfde dochter (1686 - 1697).
6. Yinti (1688 - 1755).